# Paolo Zanetti
Pour les articles homonymes, voir Zanetti.
Paolo Zanetti, né le 16 décembre 1982 à Valdagno en Italie, est un footballeur italien, évoluant au poste de milieu défensif, devenu entraîneur.

## Biographie

### En club
Né à Valdagno, dans la province de Vicence en Italie, Paolo Zanetti est formé par le Vicence Calcio.
Le 7 juillet 2006, Paolo Zanetti rejoint  à l'Ascoli Calcio 1898. Il joue son premier match le 19 août 2006 contre l'A.S.D. Cervia 1920 (en), à l'occasion d'une rencontre de coupe d'Italie. Il est titularisé et son équipe l'emporte largement par six buts à zéro.
Le 21 juin 2007, est annoncé le transfert de Paolo Zanetti au Torino FC en même temps que son coéquipier Saša Bjelanović. Il inscrit son premier but pour le Torino le 31 août 2008, lors de la première journée de la saison 2008-2009 contre l'US Lecce. Son équipe s'impose sur le score de trois buts à zéro ce jour-là.
Le 23 janvier 2013, Zanetti rejoint l'AC Reggiana.
Au total, Paolo Zanetti dispute 99 matchs en Serie A, pour deux buts inscrits, et 117 matchs en Serie B, pour trois buts marqués.

### En équipe nationale
Paolo Zanetti reçoit cinq sélections avec les espoirs italiens entre 2002 et 2003.

### Carrière d'entraîneur
Le 6 juillet 2017, il est nommé entraîneur principal du FC Südtirol.
Le 14 août 2020, Paolo Zanetti est nommé entraîneur principal du Venise FC. Lors de cette saison 2020-2021 il parvient à faire monter son équipe en première division, le club retrouvant l'élite 19 ans après l'avoir quitté, en sortant vainqueur des barrages,.
Paolo Zanetti est limogé du Venise FC le 27 avril 2022, à la suite d'une série de huit défaites d'affilée et que le club pointe à la dernière place de Serie A, à cinq journées de la fin du championnat.
Le 6 juin 2022, il devient le nouvel entraîneur d'Empoli. Il signe un contrat de 2 saisons.